# هاويان (مقاطعة دهلران)
هاويان (بالفارسية: هاویان) هي قرية تقع في قسم اناران الريفي (مقاطعة دهلران) في إيران. يقدر عدد سكانها بـ 32 نسمة بحسب إحصاء 2016.